# Cotxe amb porta posterior

Diagrama de comparació entre un cotxe amb porta posterior i un familiar basats en el mateix model.

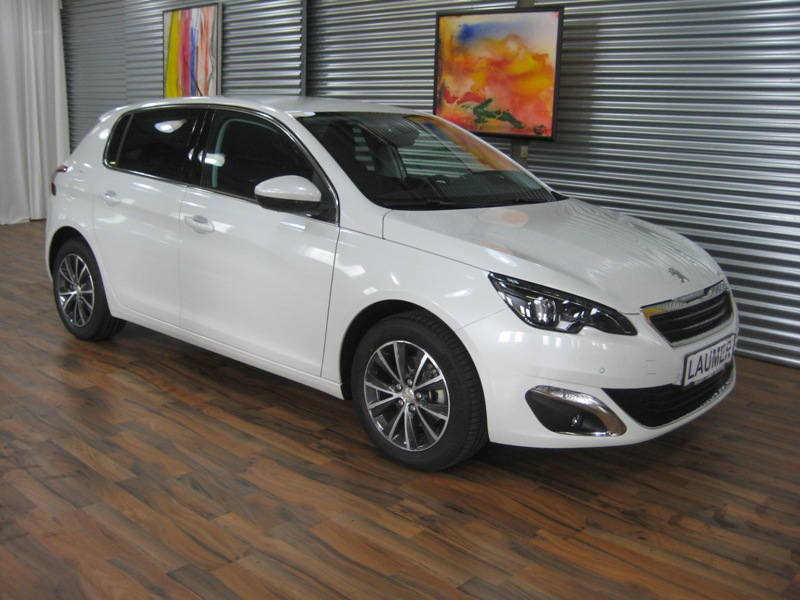
Peugeot 308, Cotxe de l'Any a Europa, a Espanya i a Itàlia

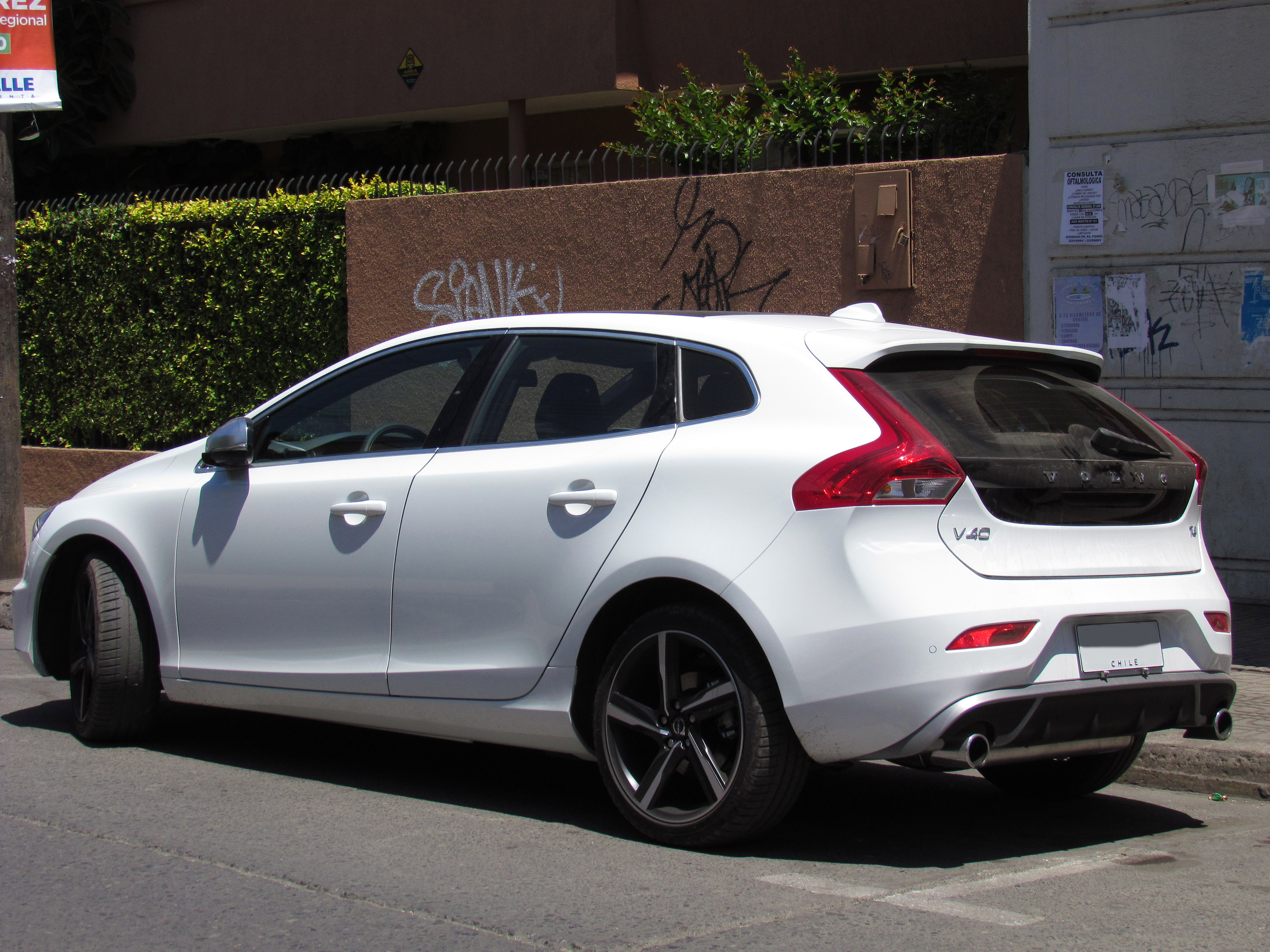
Volvo V40 2013

Un cotxe amb porta posterior és un tipus d'automòbil que consisteix en una cabina o àrea per a passatgers amb un espai de càrrega (maleter) integrat relativament petit, al qual es té accés mitjançant una porta posterior.
Aquesta porta posterior es considera una porta més, per la qual cosa els cotxes amb porta posterior amb dues portes laterals es denominen «tres portes» i els models amb quatre portes laterals són «cinc portes». També són denominats com a automòbils de dos volums o amb escotilla posterior, traducció literal del terme anglès hatchback.

## Diferències amb altres carrosseries
La diferència entre una carrosseria de cotxe amb porta posterior i una familiar és que la segona té una volada posterior més llarga i, per tant, un maleter més espaiós. Molts models d'automòbils tenen ambdues carrosseries disponibles, amb el que la diferència és únicament algunes desenes de centímetres i canvis en l'aspecte del seu disseny original. Els familiars tenen gairebé sempre el vidre posterior molt vertical, mentre que un cotxe amb porta posterior pot tenir-lo també més inclinat.
Un liftback simula les línies d'un sedan però té porta posterior igual que un cotxe amb porta posterior. En aquest cas, el vidre posterior va encara més inclinat que en un sedan, i la zona horitzontal de la tapa és molt més curta, encara que major que la que té (eventualment) un cotxe amb porta posterior.
Els automòbils tot terreny, els monovolums i les furgonetes també tenen normalment una porta posterior, però gairebé mai se'ls denomina cotxe amb porta posterior o familiar.
Com a avantatges, molts models de cotxe amb porta posterior tenen seients posteriors abatibles, amb el que es poden carregar objectes grossos que no entren en un sedan o liftback. A més, qui no precisa un maleter gran pot triar un cotxe amb porta posterior per estalviar-se uns centímetres en la llargària de l'automòbil que poden molestar en maniobrar.

## Història
El primer cotxe amb porta posterior de gran sèrie va ser el Renault 4. El cotxe amb porta posterior va anar guanyant popularitat pel seu caràcter pràctic, estenent-se també al mercat de cotxes de luxe (Rover SD1, per exemple), fins a convertir-se en l'estil de carrosseria més freqüent a Europa per a automòbils dels segments A, B i C. És un error habitual considerar aquest tipus de cotxes com de càrrega volumètrica.

## Estigma del cotxe amb porta posterior
A certes àrees geogràfiques, el cotxe amb porta posterior es considera com a inferior, barat o utilitari. Per pal·liar aquesta situació, molts fabricants creen versions sedan de models que es venen només com a cotxes amb porta posterior en altres països. També ocorre això en països emergents, però per atreure a clients que busquen una major capacitat de maleter però no tenen accés a automòbils de segments superiors i, per tant, més espaiosos. Exemples del segon són les versions sedan dels Citroën C3, Dacia Sandero, Peugeot 208, Mazda 2, Renault Clio, Ford Festa, Opel Corsa i Chevrolet Kalos.
Una altra forma d'evitar l'estigma del cotxe amb porta posterior és amb denominacions comercials alternatives, com Sportback o Sportwagon, que emfatitzen l'aspecte esportiu en lloc de l'aspecte pràctic. En el segment D, també és molt comú que els cinc portes tinguin una silueta similar a la d'un sedan; això se sol denominar liftback. Exemples d'aquest tipus de carrosseria són el Citroën DS5, el Citroën Xantia, el Ford Mondeo, l'Opel Vectra, el Hyundai Accent, el Fiat Brava i el Renault Laguna.